# Temešvár (okres Písek)
Temešvár je malá obec v okresu Písek v Jihočeském kraji. Leží asi deset kilometrů severovýchodně od Písku, nedaleko řeky Vltavy a Podolského mostu. Žije zde 132 obyvatel.

## Historie
První písemná zmínka o obci, tehdy ještě pod jménem Nová Ves, je z roku 1717 v matriční knize pro farnost Chřešťovice, kam obec spadala. Pod jménem Temešvár se poprvé objevila v roce 1721. Novější název Temešvár získala podle města Temešvár v Rumunsku, kde rakousko-uherská vojska porazila tureckou armádu.

## Obyvatelstvo
| Rok            | 1869 | 1880 | 1890 | 1900 | 1910 | 1921 | 1930 | 1950 | 1961 | 1970 | 1980 | 1991 | 2001 | 2011 | 2021 |
| -------------- | ---- | ---- | ---- | ---- | ---- | ---- | ---- | ---- | ---- | ---- | ---- | ---- | ---- | ---- | ---- |
| Počet obyvatel | 268  | 259  | 280  | 255  | 252  | 269  | 223  | 175  | 160  | 149  | 127  | 98   | 87   | 118  | 114  |
| Počet domů     | 38   | 48   | 47   | 48   | 48   | 48   | 52   | 54   | 44   | 44   | 43   | 44   | 46   | 64   | 65   |

## Obecní správa
Mezi lety 1850–1919 patřil Temešvár jako osada obce ke Klukům v okrese Písek. V letech 1920–1960 byl obcí. V letech 1960–1975 patřil jako část obce k Jamnému. Od 1. dubna 1976 do 23. listopadu 1990 patřil jako část obce k Záhoří a od 24. listopadu 1990 je opět samostatnou obcí.

### Obecní symboly
Znak a vlajka byly obci uděleny rozhodnutím předsedy Poslanecké sněmovny Parlamentu České republiky dne 6. června 2017.

## Doprava
Obcí vede silnice 1. třídy, spojující Písek a Tábor.

## Hospodářství
Význam má turistický ruch, na březích Vltavy se nacházejí rekreační zařízení.
V Temešváru má výcvikové středisko Fakulta elektrotechnická ČVUT.

## Pamětihodnosti
Kaple v obci na návsi je zasvěcená svatému Josefovi.
V obci se nachází dva podobné dřevěné kříže. Jeden kříž je přímo v obci u komunikace. Druhý kříž se nachází v nedalekém lese u výcvikového střediska Fakulty elektrotechnické ČVUT.

## Galerie

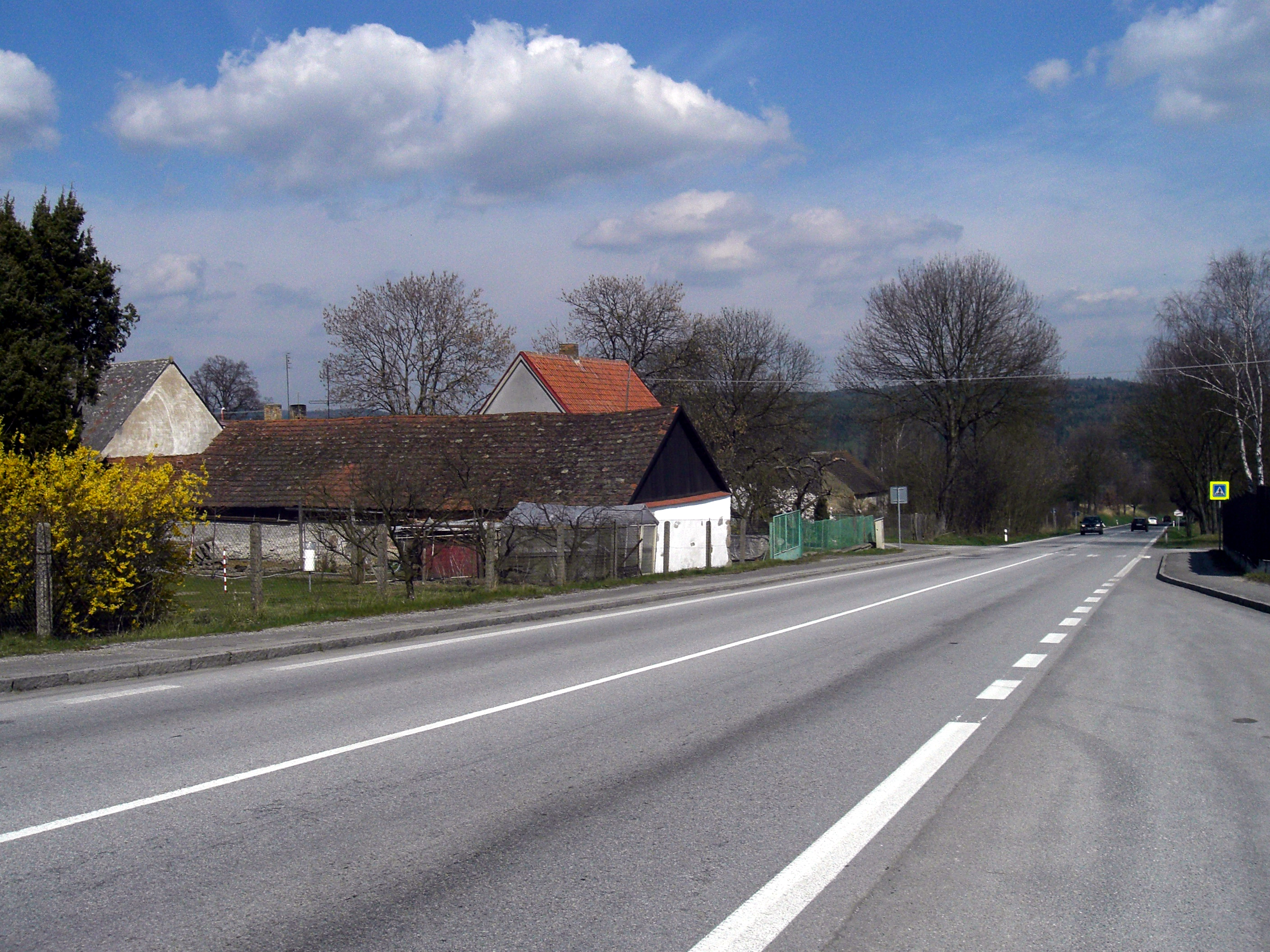
Pohled na část obce
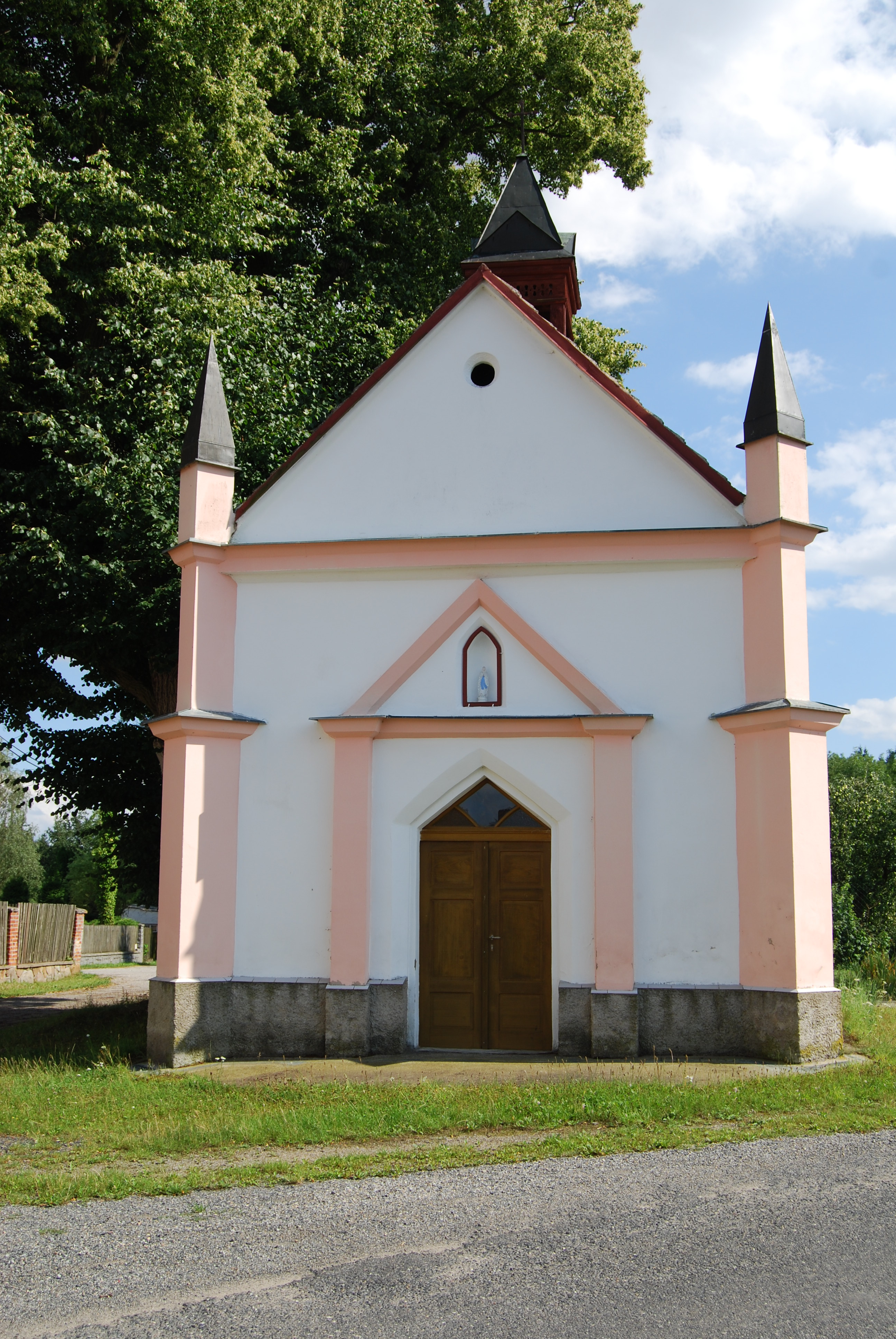
Kaple svatého Josefa
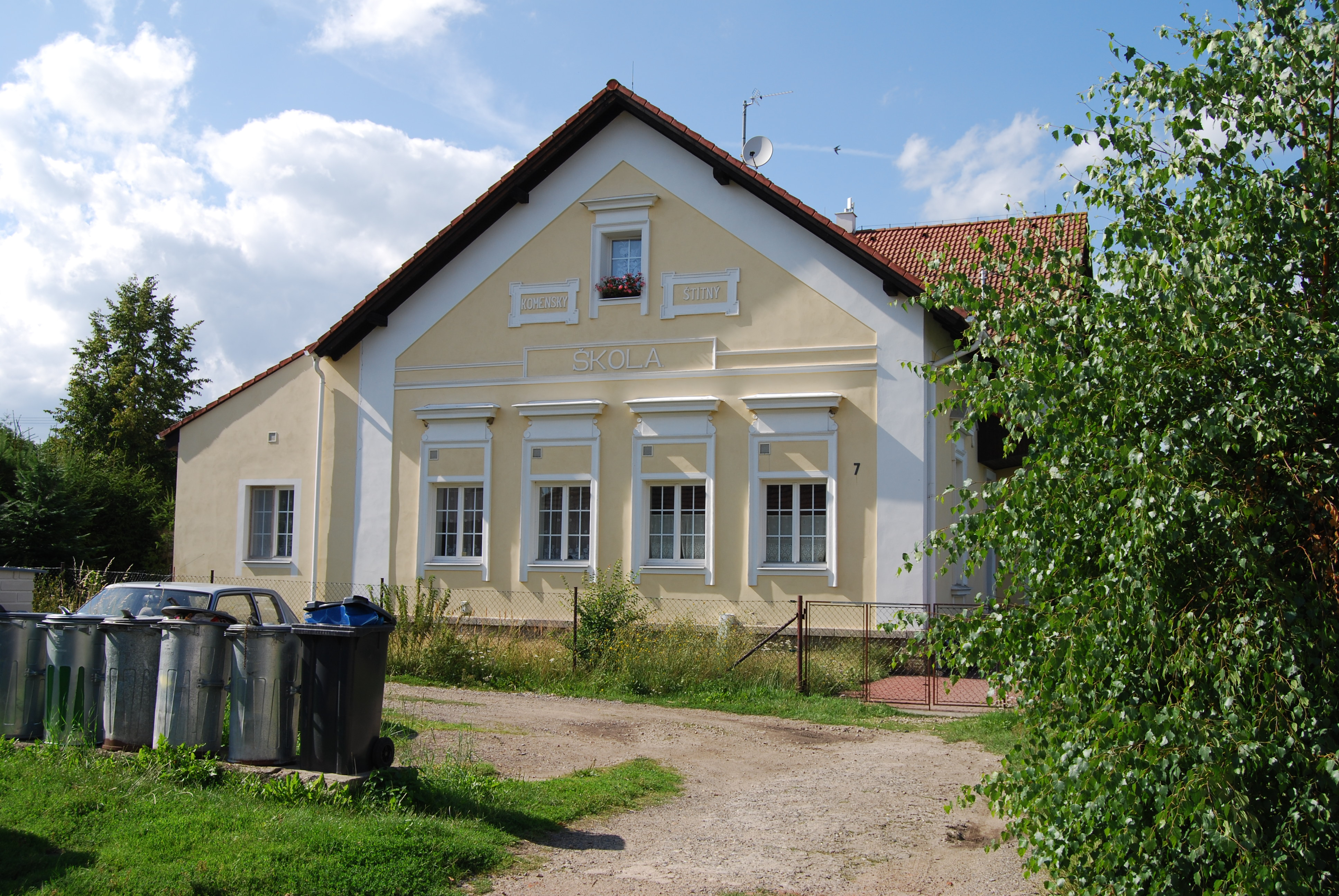
Budova bývalé školy